# Philipp Blommaert
Philipp Blommaert (Gent, 1809. augusztus 24. – 1871. augusztus 14.) belga (flamand) író.

## Munkássága
1834-ben megjelent első költeményei nem arattak nagy sikert. Annál nagyobb elismerésre tett szert azáltal, hogy régi (12.- és 14. századbeli) flamand költeményeket adott ki. A legjelesebb munkája ez irányban az Aloude Geschiedenis der Belgen of Nederduitschers (A belgák avagy németalföldiek őstörténete. Gent, 1849).